# Kraków Bronowice
Kraków Bronowice – przystanek osobowy PKP Polskich Linii Kolejowych znajdujący się w Krakowie, w dzielnicy VI Bronowice przy ul. Armii Krajowej.
Przystanek został oddany do użytku 14 czerwca 2020 r. w ramach projektu „Modernizacja linii kolejowej E30, na odcinku Zabrze – Katowice – Kraków, etap IIb” współfinansowanego przez Unię Europejską z instrumentu „Łącząc Europę”. Przystanek jest jednym z elementów projektu budowy zintegrowanego węzła przesiadkowego, który dodatkowo zakłada budowę parkingu P+R oraz terminalu autobusowego.

## Ruch pasażerski
| Rok  | Wymiana pasażerska na dobę |
| ---- | -------------------------- |
| 2017 | –                          |
| 2022 | 700-999                    |

## Opis obiektu
Na przystanek składają się:
- 4 jednokrawędziowe perony, w tym dwa 175-metrowe przy linii kolejowej Dąbrowa Górnicza Ząbkowice – Kraków Główny oraz dwa 100-metrowe przy linii kolejowej Kraków Główny – Kraków Lotnisko[9]
- Ścieżki dotykowe
- Ławki z zadaszeniem
- Przejście podziemne zaopatrzone w 5 wind i 4 komplety schodów ruchomych
- Punkty usługowe
- System monitoringu i nagłośnienia

Na przystanek można dostać się od strony ulic Armii Krajowej, Radzikowskiego (poprzez ścieżkę pieszo-rowerową wzdłuż linii kolejowej Kraków Mydlniki – Podłęże) i Balickiej, gdzie znajdują się stojaki na rowery.
Ciekawe rozwiązanie budowlane zostało zastosowane na peronach 3. i 4. przy linii kolejowej Kraków Główny – Kraków Lotnisko. Dane perony nie leżą bezpośrednio na ziemi, lecz znajdują się na mikropalach opierających się o nasyp kolejowy.

## Połączenia
Z przystanku można dojechać elektrycznymi pociągami podmiejskimi do Katowic, Rzeszowa, Krzeszowic, Oświęcimia, Trzebini, Wieliczki, Wodzisławia Śląskiego, Krakowa Głównego i Krakowa Lotnisko.
| Linia     | Przewoźnik         | Trasa |
| SKA1      | Koleje Małopolskie | Kraków Lotnisko – Kraków Bronowice – Kraków Główny – Kraków Płaszów – Wieliczka-Rynek Kopalnia                                                 |
| REG       | POLREGIO           | Czechowice-Dziedzice – Oświęcim – Trzebinia – Kraków Bronowice – Kraków Główny                                                                 |
| REG       | POLREGIO           | Rzeszów Główny – Tarnów – Kraków Płaszów – Kraków Główny – Kraków Bronowice – Krzeszowice – Trzebinia – Katowice – Wodzisław Śląski – Chałupki |
| KAROLINKA | POLREGIO           | Rzeszów Główny – Tarnów – Kraków Płaszów – Kraków Główny – Kraków Bronowice – Trzebinia – Katowice – Wodzisław Śląski                          |

Do okolic przystanku można dojechać tramwajami i autobusami komunikacji miejskiej – zespół przystankowy Bronowice SKA przy węźle drogowym Armii Krajowej – Balicka – Bronowicka.

## Galeria

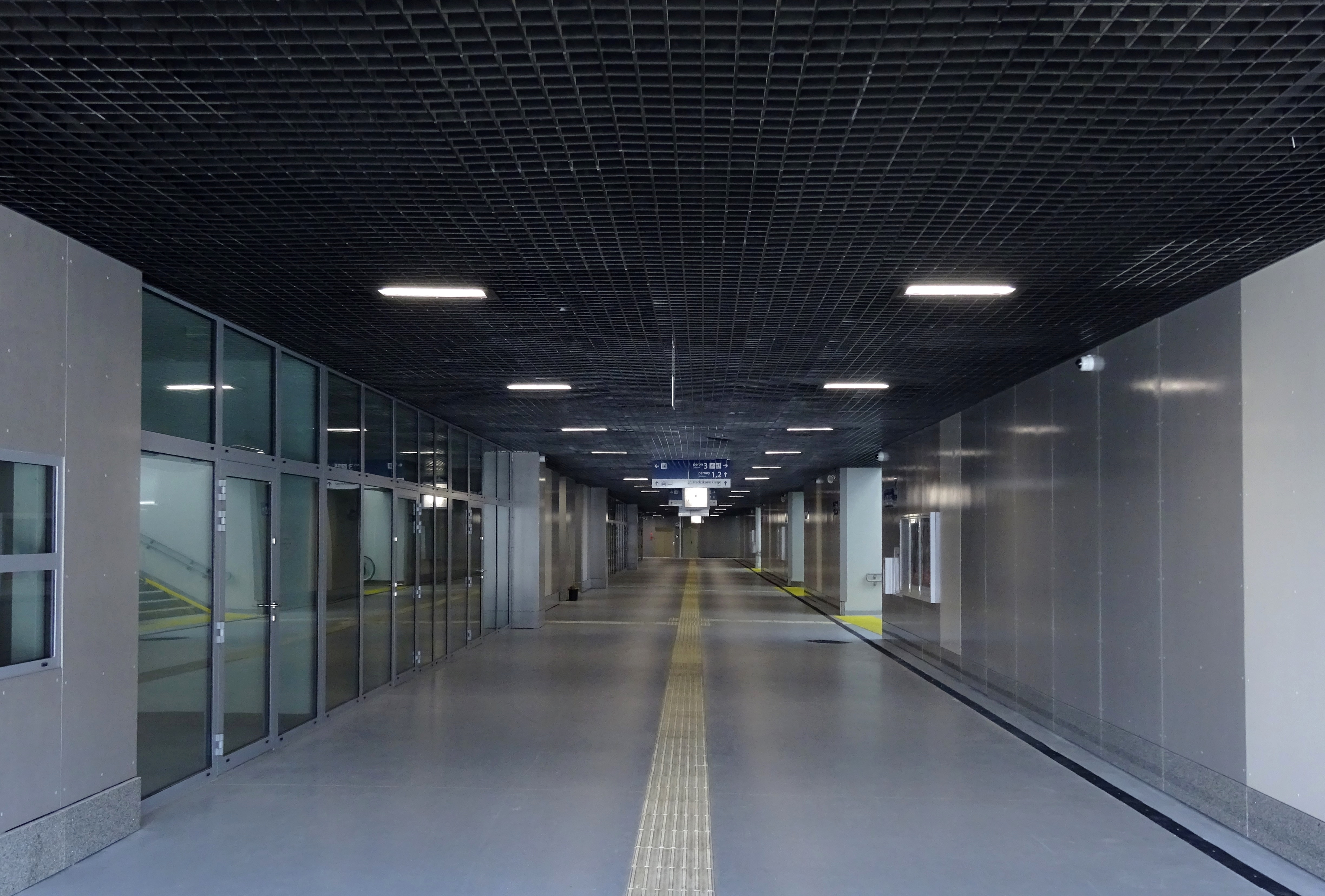
Przejście podziemne
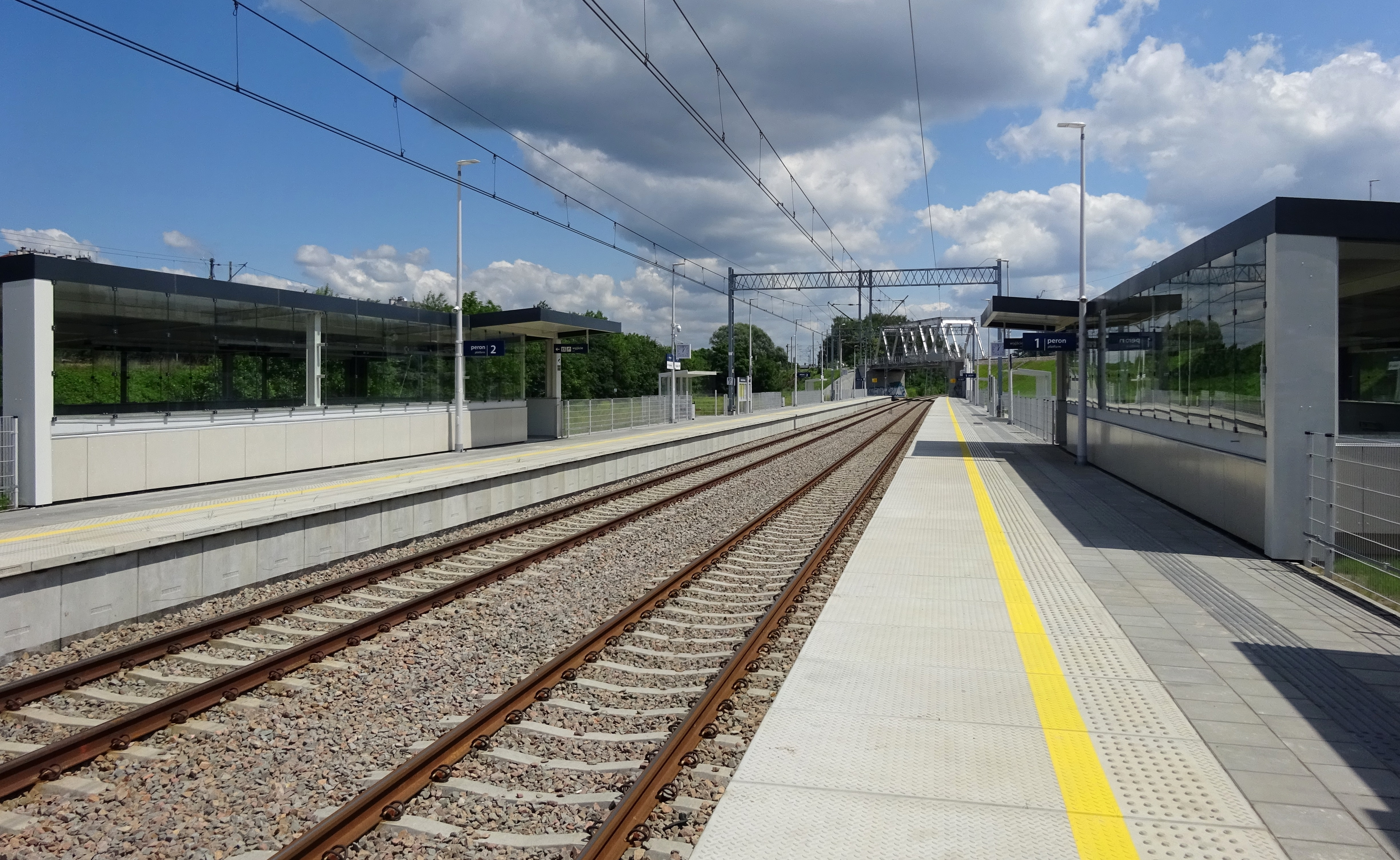
Perony 1. i 2. przy linii kolejowej nr 133
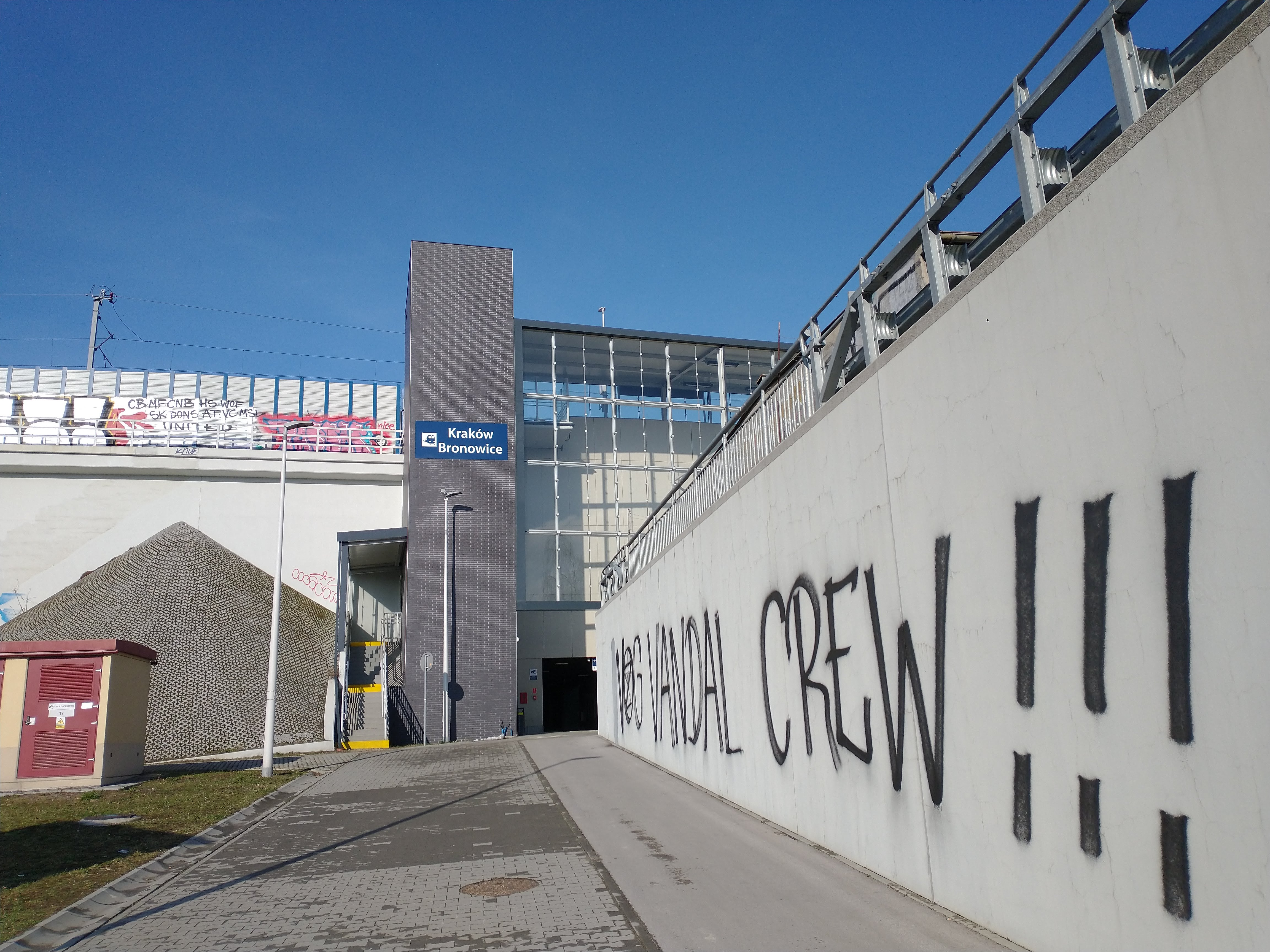
Wejście od strony ulicy Bronowickiej